# Галатасарай (футбольний клуб)
Спортивний клуб «Галатаса́рай» (тур. Galatasaray Spor Kulübü) — турецький професійний футбольний клуб з європейської частини Стамбула. Кольори клубу — темні відтінки червоного та жовтого, які розділені посередині на футболках домашньої форми.
«Галатасарай» є однією з трьох команд, які брали участь у всіх сезонах турецької Суперліги з 1959 року після розпуску Стамбульської футбольної ліги.
«Галатасарай» — одна з двох команд, що вигравали Кубок УЄФА без жодної поразки протягом турніру, а також перша команда, що виграла цей турнір після того, як посіла третє місце в групі у груповому раунді Ліги Чемпіонів. У фіналі Кубка УЄФА сезону 1999/2000 років «Галатасарай» обіграв лондонський «Арсенал» у серії пенальті з рахунком 4:1 і став першим в історії турецьким клубом, що виграв єврокубок. «Галатасараю» також належить світовий рекорд за найдовшою переможною серією у домашніх матчах — з 13 травня 2001 року по 8 грудня 2002 року команда виграла 24 матчі поспіль на своєму полі. У січні 2001 очолив рейтинг «Найкращий футбольний клуб світу».

## Історія

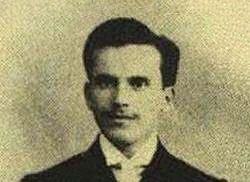
Студент Алі Самі Єн, засновник клубу

Заснований у 1905 році студентом Алі Самі Єном і його товаришами з ліцею «Galatasaray». Ще з 1868 року у вищій школі «Галатасарай» предмети почали викладати французькою мовою, а заклад став ліцеєм європейського типу. Там навчалися майбутні державні діячі та дипломати.
Першим президентом клубу став Алі Самі Єн. «Галатасарай» у Стамбулі став піонером не тільки футболу, а й ватерполо, хокею на льоду, хокею на траві та боксу.
Найбільшим успіхом у найпрестижнішому європейському турнірі, Кубку чемпіонів, став півфінал сезону 1988/89. У чвертьфіналі турки перемогли французький «Монако», а в півфіналі поступились румунському «Стяуа».
У сезоні 1991/92 «Галатасарай» вийшов до 1/4 фіналу Кубка володарів кубків, де його вибив німецький «Вердер».

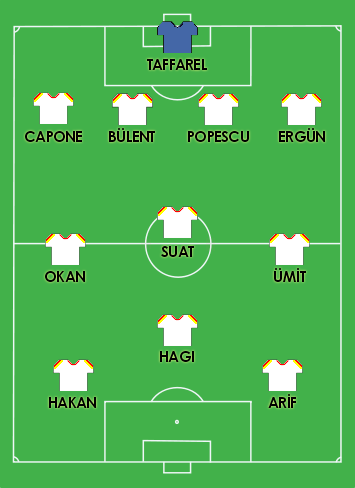
Склад у фіналі Кубка УЄФА 2000

Одним з найуспішніших відрізків у клубній історії став кінець 1990-х років, коли «Галатасарай» здобув 4 чемпіонства поспіль (1997—2000), а у фіналі Кубка УЄФА 1999/2000 «Галатасарай» обіграв лондонський «Арсенал» у серії пенальті з рахунком 4:1 і став першим в історії турецьким клубом, що виграв єврокубок. Того ж 2000 року «леви» виграли Суперкубок УЄФА, перемігши «Реал Мадрид». П'ять футболістів команди брали участь у чемпіонаті світу 2002, де Туреччина здобула «бронзу». Нападник «джімбом» Хасан Шаш увійшов до символічної збірної 16 найкращих гравців турніру.
В останні роки провідні турецькі клуби, зокрема й «Галатасарай» дозволяють собі запрошувати до складу колишніх і теперішніх відомих зірок футболу. Зокрема за стамбульців грали, Мілан Барош, Елану та Гаррі К'юелл, вихованець клубу, півзахисник збірної Туреччини та капітан команди в минулому Арда Туран. Головним тренером клубу свсого часу був Франк Райкаард.
«Галатасарай», «Бешикташ» і «Фенербахче» утворюють тріо найсильніших клубів Туреччини, які зазвичай розігрують між собою найважливіші трофеї країни. Найпринциповіший суперник «левів» — радикально-консервативний «Фенербахче», адже основний вболівальник команди  — ліберальний середній клас. Їхнє протистояння називають «Міжконтинентальне дербі», оскільки «Галатасарай» знаходиться в європейській частині Стамбула, а «Фенербахче» — в азійській частині міста.

## Стадіон

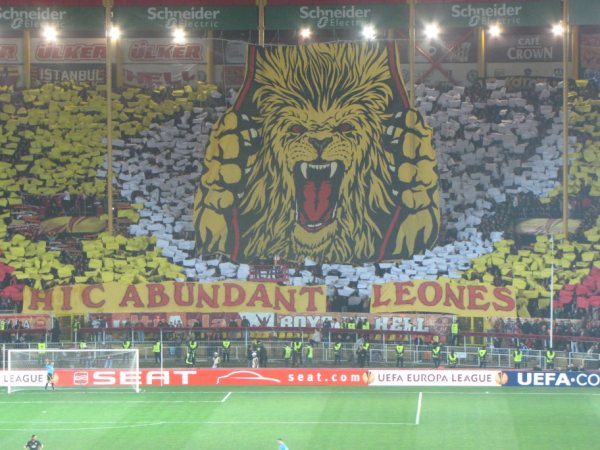
Модульне шоу перед грою з «Атлетико» (Мадрид) 25 лютого 2010 року

Протягом 1921—1939 років усі 3 найважливіші клуби країни («Бешикташ», «Галатасарай» і «Фенербахче») проводили свої домашні матчі на стадіоні «Таксім». Коли стадіон у 1939 році демонтовано, команди почали пошук нових домашніх арен.
«Галатасарай» вирішив збудувати власний стадіон, будівництво якого почалося в 1943 році. Уже невдовзі, у 1945 році новий стадіон «Меджідієкей» (тур. Mecidiyeköy) прийняв першу гру, але додаткові роботи на ньому продовжувалися до 1964. Урочисте відкриття відбулося 14 грудня 1964 року товариським матчем між Туреччиною та Болгарією. З 1964 року стадіон мав назву — «Алі Самі Єн».
Колись «Алі Самі Єн» вміщував понад 40 000 осіб, але після встановлення індивідуальних крісел місткість зменшилася до 24 000. Стадіон отримав назву «пекло» через фантастично гучну підтримку фанатів з використанням візуальних ефектів та піротехніки. Фанати підтримували команду на трибуні Kapalı («Накрита»). Одне з найпотужніших фан-угрупувань: ultrAslan (тур. Aslan — «лев»).
Від січня 2011 року виступає на новому стадіоні — «Türk Telekom Arena» на 52 700 глядачів.

## Досягнення
Чемпіонат Туреччини:

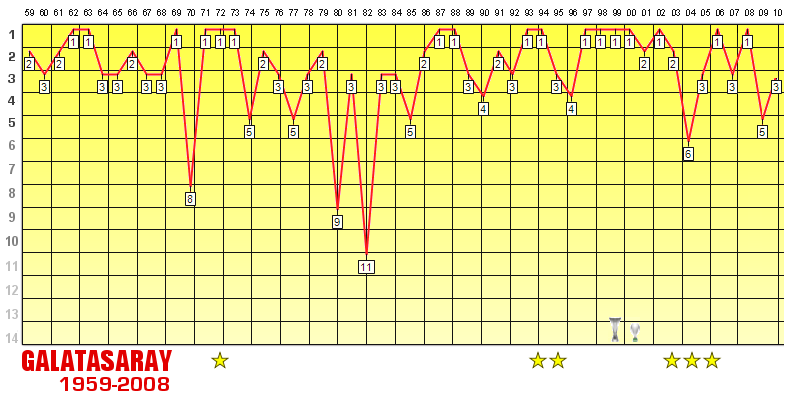
Місця, на яких фінішував клуб у чемпіонаті Туреччини 1959—2010

- Чемпіон (25): 1962, 1963, 1969, 1971, 1972, 1973, 1987, 1988, 1993, 1994, 1997, 1998, 1999, 2000, 2002, 2006, 2008, 2012, 2013, 2015, 2018, 2019, 2023, 2024, 2025
- Віцечемпіон (11): 1959, 1961, 1966, 1975, 1979, 1986, 1991, 2001, 2003, 2014, 2021

Кубок Туреччини:
- Володар (19): 1963, 1964, 1965, 1966, 1973, 1976, 1982, 1985, 1991, 1993, 1996, 1999, 2000, 2005, 2014, 2015, 2016, 2019, 2025
- Фіналіст (5): 1969, 1980, 1994, 1995, 1998

Суперкубок Туреччини:
- Володар (17): 1966, 1969, 1972, 1982, 1987, 1988, 1991, 1993, 1996, 1997, 2008, 2012, 2013, 2015, 2016, 2019, 2023
- Фіналіст (9): 1971, 1973, 1976, 1985, 1994, 1998, 2006, 2014, 2018

Кубок УЄФА:
- Володар (1): 1999-00

Суперкубок УЄФА:
- Володар (1): 2000

Кубок володарів кубків УЄФА:
- Чвертьфіналіст (1): 1991-92

## Поточний склад
Станом на 19 січня 2025
| №  | Поз. | Нац.      | Гравець                    |
| -- | ---- | --------- | -------------------------- |
| 1  | ВР   | Уругвай   | Фернандо Муслера (капітан) |
| 4  | ЗХ   | Сенегал   | Ісмаїл Якобс               |
| 5  | ПЗ   | Туреччина | Еюп Айдін                  |
| 6  | ЗХ   | Колумбія  | Давінсон Санчес            |
| 7  | НП   | Угорщина  | Роланд Шаллаї              |
| 8  | ПЗ   | Німеччина | Керем Демірбай             |
| 9  | НП   | Аргентина | Мауро Ікарді               |
| 10 | НП   | Бельгія   | Дріс Мертенс               |
| 11 | НП   | Туреччина | Юнус Акгюн                 |
| 12 | ВР   | Туреччина | Батухан Шен                |
| 18 | ПЗ   | Туреччина | Беркан Кутлу               |
| 19 | ВР   | Туреччина | Гюнай Гювенч               |
| 20 | ПЗ   | Бразилія  | Габріель Сара              |

| №  | Поз. | Нац.      | Гравець              |
| -- | ---- | --------- | -------------------- |
| 22 | ПЗ   | Марокко   | Хакім Зієш           |
| 23 | ЗХ   | Туреччина | Каан Айхан           |
| 24 | ЗХ   | Данія     | Еліас Єлерт          |
| 25 | ЗХ   | Данія     | Віктор Нельссон      |
| 30 | ПЗ   | Австрія   | Юсуф Демір           |
| 33 | ПЗ   | Туреччина | Гьокденіз Гюрпюз     |
| 34 | ПЗ   | Уругвай   | Лукас Торрейра       |
| 42 | ЗХ   | Туреччина | Абдулкерім Бардакджи |
| 44 | НП   | Бельгія   | Міші Батшуаї         |
| 45 | НП   | Нігерія   | Віктор Осімген       |
| 53 | НП   | Туреччина | Бариш Йилмаз         |
| 83 | ПЗ   | Туреччина | Ефе Акман            |
| 90 | ЗХ   | Туреччина | Метехан Балтаджи     |